# Orangekantarel-familien
Orangekantarel-familien (Hygrophoropsidaceae) er en Svampe-familie i Rørhat-ordenen. Svampene i denne familie afskiller sig fra andre rørhatte ved at ligne lamelsvampe fordi de ikke har rør under hatten som man normalt ville forvente af rørhatte. Orangekantareller er ikke i familie med almindelige kantareller, som i øvrigt heller ikke er lamelsvampe.
| Svampe | Spire Denne artikel om svampe er en spire som bør udbygges. Du er velkommen til at hjælpe Wikipedia ved at udvide den. |